# Culemborg
Culemborg ([ˈkyləmˌbɔrχ]ⓘ anteriormente y en el gueldérico meridional: Kuilenburg o Kuylenburgh) es una ciudad y un municipio de la provincia de Güeldres en los Países Bajos, localizado en la región de Betuwe, entre los ríos Waal al sur (canal de Ámsterdam al Rin) y el Bajo Rin al norte. Dentro del municipio se encuentra también la aldea de Goilberdingen, sobre el río Lek. 
Cuenta con una superficie de 31.14 km², de los cuales 1.72 km² corresponden a la superficie ocupada por el agua.

## Historia
Culemborg nació como centro mercantil a la orilla del río en el siglo XIII y obtuvo los derechos de ciudad en 1318, incluyendo el derecho de asilo. A lo largo del siglo XIV el crecimiento de la ciudad desbordó los límites de la muralla, de la que sobrevive una pequeña parte. Con el conde Floris van Pallandt (1555-1598) la ciudad abrazó el protestantismo y desempeñó una papel importante en la revuelta contra el dominio español.
En el mapa de Joan Blaeu de 1649, Culemborg permanecía totalmente cerrada por muros tras los que se encontraban los canales que rodeaban la ciudad a modo de fosos. Las casas presentaban en él un frente unido a lo largo de las calles y de los dos canales que dividían la ciudad en tres partes, pero todas con jardines detrás. Había además huertos abundantes dentro de las murallas de la ciudad. El castillo enfosado se encontraba fuera de las murallas. Resultó en parte destruido en el rampjaar o «año de catástrofes» de 1672, cuando Holanda fue atacada por Francia coaligada con Inglaterra y Münster, y lo que de él quedaba en pie fue finalmente demolido en 1812.
Durante la segunda mitad del siglo XIX, la construcción del ferrocarril de Utrecht a Boxtel impulsó el desarrollo industrial de Culemborg. El puente sobre el río Lek, el llamado Kuilenburgse spoorbrug, fue en su momento el más largo de Europa.

## Galería

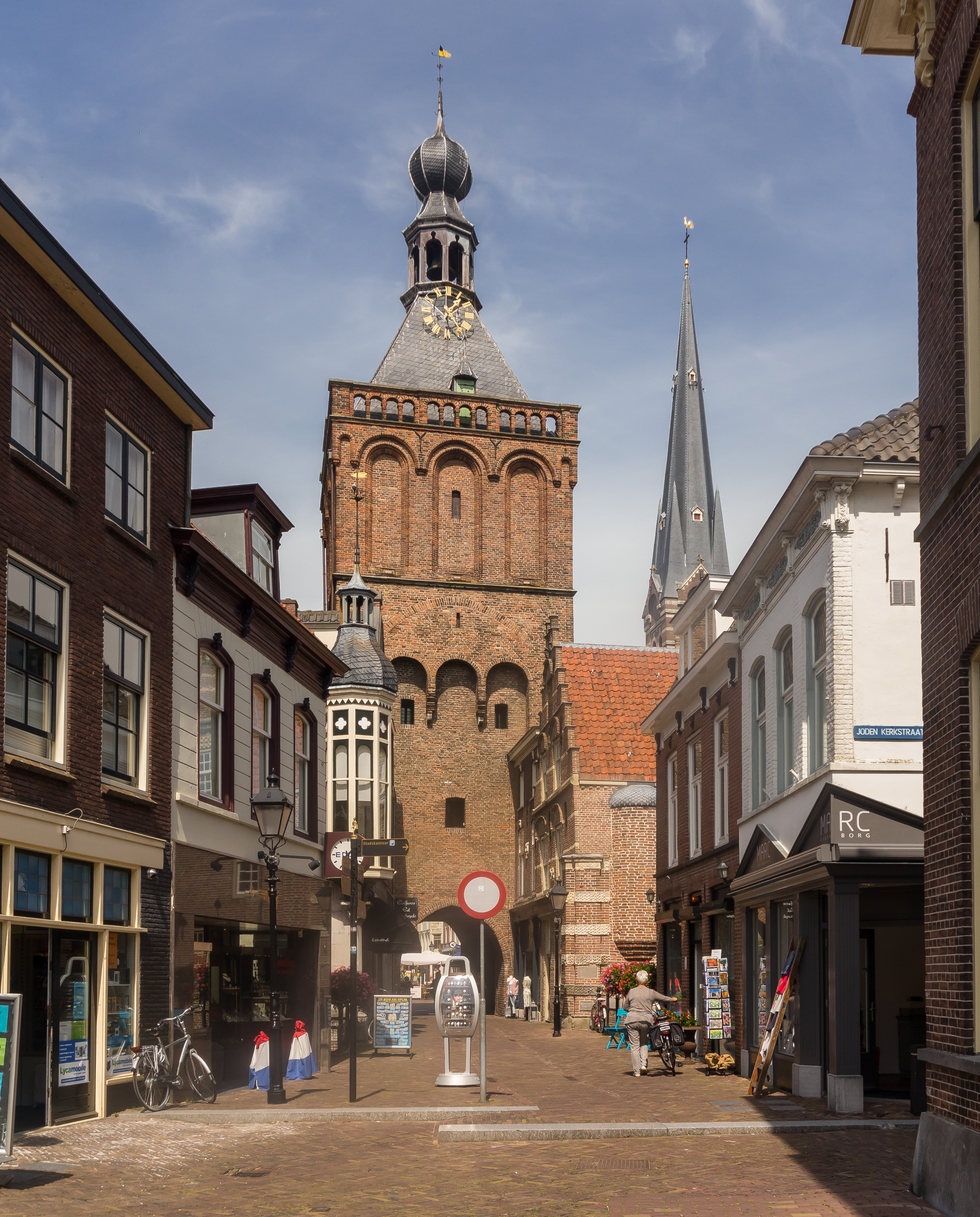
Torre de la puerta de entrada a la ciudad, resto de la antigua muralla
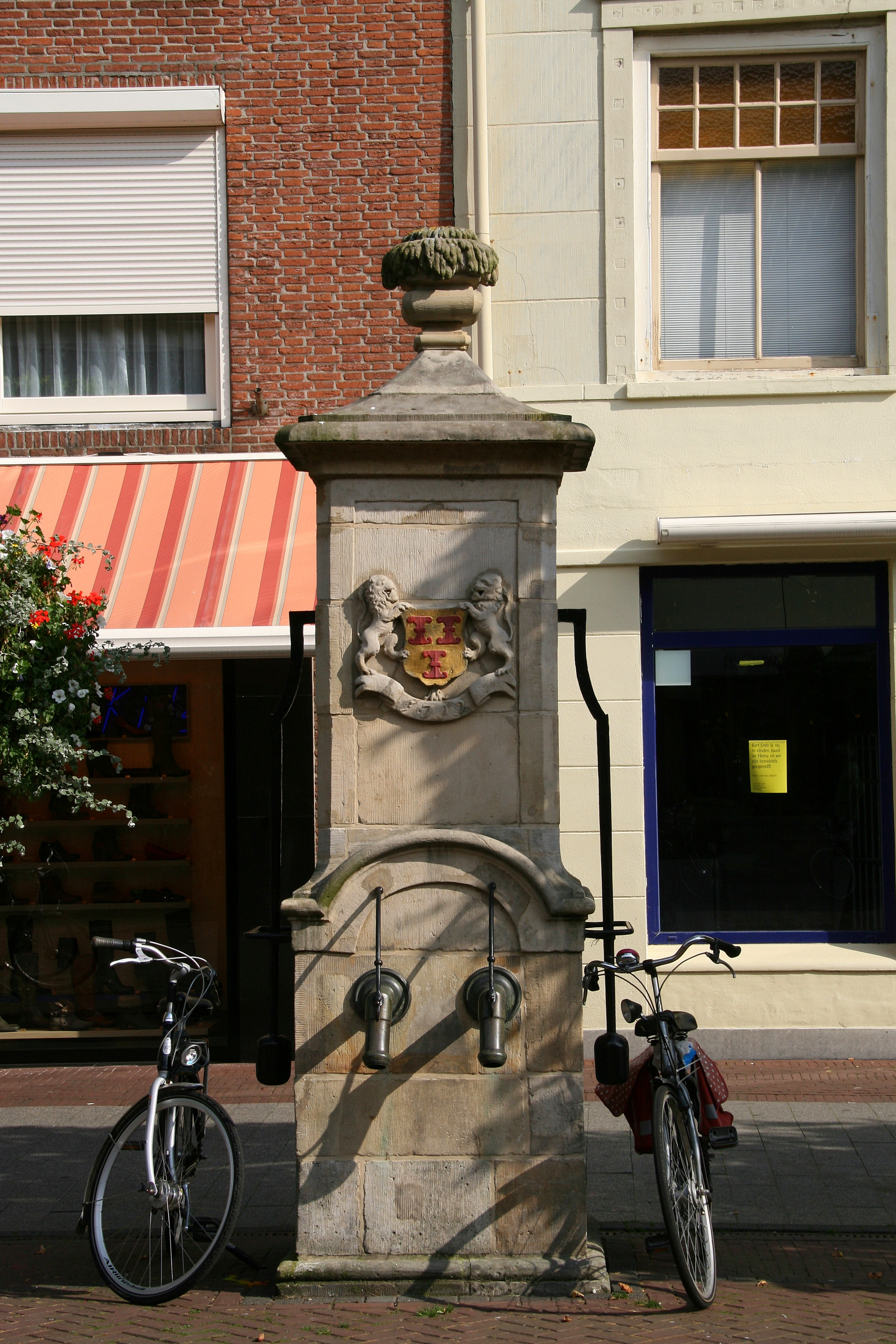
Fuente en el mercado (siglo XVIII)
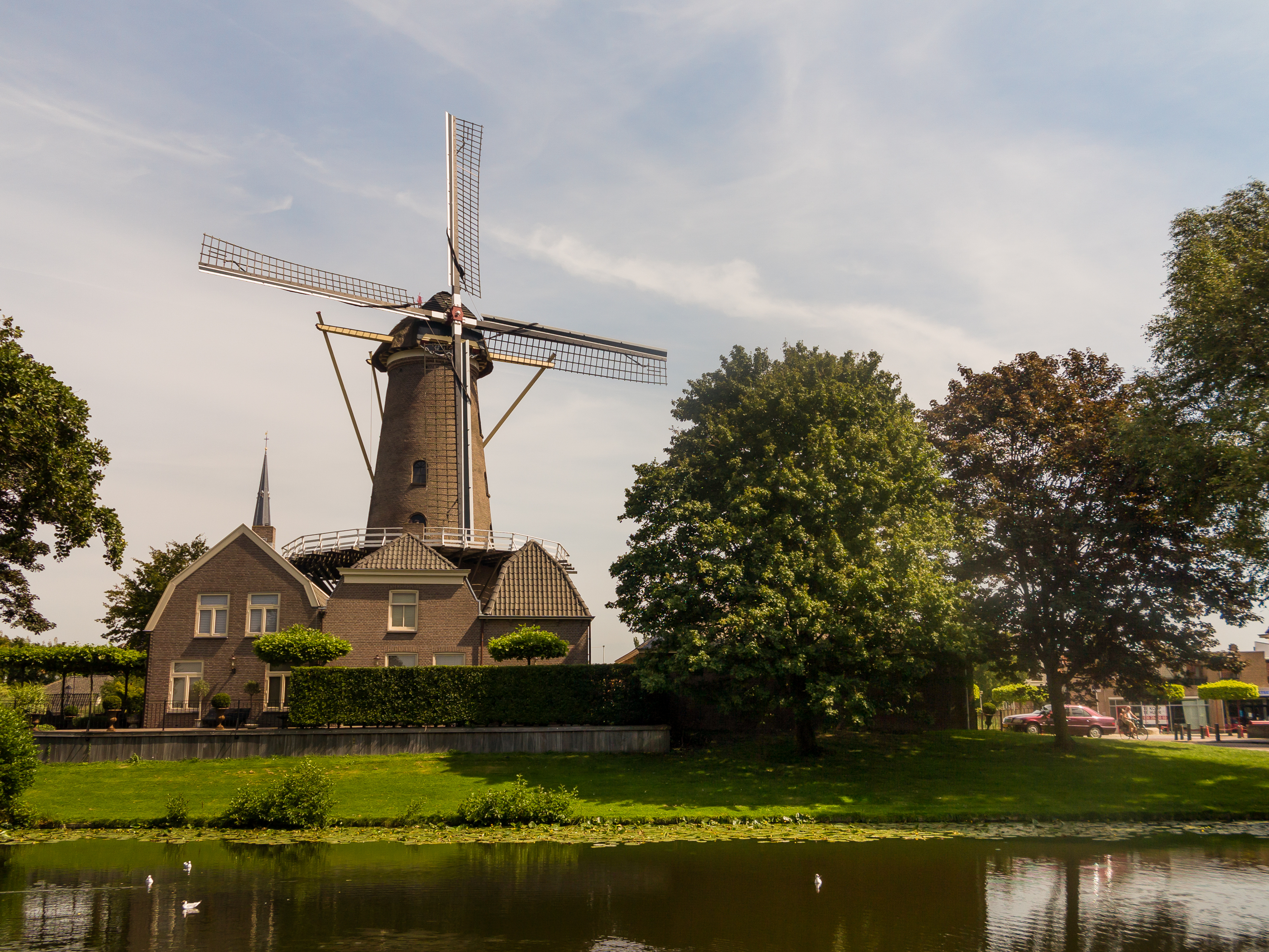
El molino: molen de Hoop
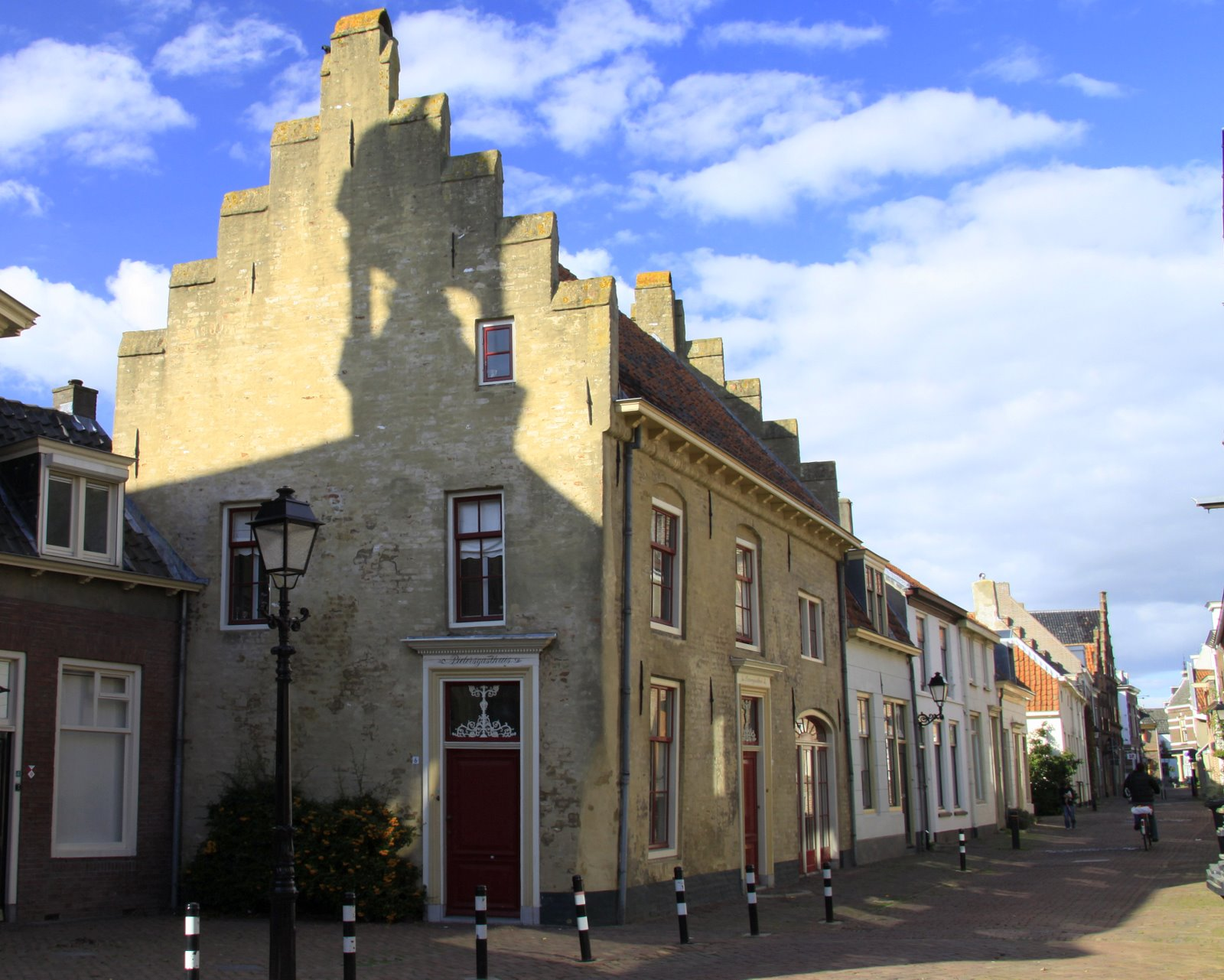
Pietersgasthuis
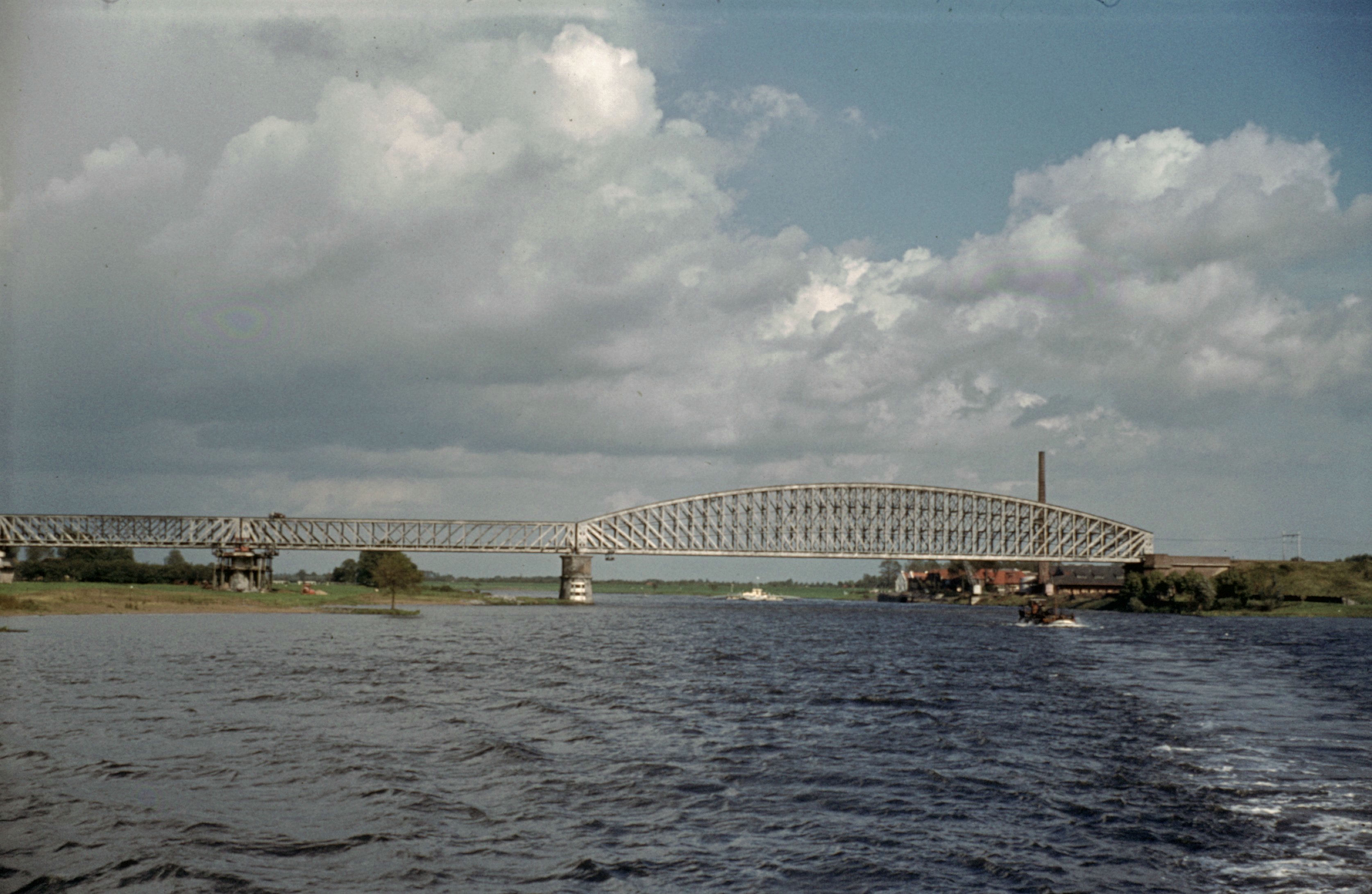
El viejo puente ferroviario sobre el Lek

## Transporte
Culemborg tiene comunicación con la autopista A2 de Utrecht a Bolduque y dispone de estación de tren en la línea de Utrecht a Boxtel con trenes a Utrecht, Breda y Tiel. 

## Nacidos en Culemborg
- Anthony van Diemen (1593-1645), gobernador general de las Indias Orientales Neerlandesas
- Jan van Riebeeck (1619-1677), administrador colonial y fundador de Ciudad del Cabo ( Sudáfrica )
- Michiel Elijzen (nacido en 1982), ciclista